# Роща Баума
Роща Баума (каз. Баум тоғайы) — государственный памятник природы расположенный в городе Алматы, уникальный природный лесной комплекс (крупный лесной зелёный массив). Вплоть до 24.12.2018 года памятник природы «Роща Баума» имел статус и категорию Особо охраняемой природной территории Республиканского значения.
Роща имеет вытянутую конфигурацию протяженностью в меридиональном направлении 3,5 км и широтном 0,4-0,6 км. Территория лесного массива разделена сеткой прямоугольных аллей и грунтовых дорожек (троп) на кварталы. Основная лесообразующая порода — вяз (более 90 %), встречаются дуб, клён, тополь. В надпочвенном покрове — тысячелистник, клевер, зверобой, шалфей, лапчатка и другие.

## История
Роща Баума была заложена в 1894 году изначально на площади 228 гектаров (десятин) Эдуардом Баумом.
На должности областного лесничего при генерал-губернаторе Семиреченской области Эдуард Баум вёл селекционную работу, был организатором зелёного строительства, отбирал в России посадочный материал, завёз и интродуцировал 44 лиственных, 17 хвойных пород и 52 вида кустарников. Так же доставил саженцы 74 сортов яблонь, 49 сортов груш и других плодовых растений. По предложению Эдуарда Баума вдоль основных трактов были заложены рощи из карагача, вяза, дуба, берёзы, ясеня и других. В 1892 году в своей записке в городскую управу Баум попросил отвести землю, принадлежащую казачьей станице, для закладки «рощи». Согласие было дано, расселение деревьев в роще, которую впоследствии назвали именем Баума, получилось лесное.
Учёный-путешественник П. П. Семёнов-Тян-Шанский писал:
Я помню, как на голом предгорье, на берегу Алматинки, стояло несколько срубов и юрт. Теперь там утопает в зелени прекрасный город… Свидетельствую о том, что когда я был в Верном, там не росло ни единого кустика…
16 сентября 1918 года карательный отряд Ивана Мамонтова, отозванного с Семиреченского фронта, увёз епископа Семиреченского и Верненского Пимена (Белоликова) из его дома в Верном в рощу Баума, где убил его. Тело было глубокой ночью тайно погребено верующими в Пушкинском саду (ныне — парк имени 28 гвардейцев-панфиловцев) справа от семейного склепа Семиреченского генерал-губернатора Г. А. Колпаковского. В 1998 году в роще на предполагаемом месте его убийства был установлен обелиск.

## Животный мир
Уникальная фауна рощи представлена 223 видами позвоночных животных: 8 видов млекопитающих (еж ушастый, малая белозубка, нетопырь-карлик, рыжая вечерница, белка обыкновенная, лесная соня, лесная и домовая мыши и др.); 3 вида земноводных (озерная лягушка, сибирская лягушка, зеленая жаба, черепаха обыкновенная); 3 вида пресмыкающихся (алайский гологлаз, водяной уж и обыкновенный уж); 36 видов птиц (большая синица, князек, черный дрозд, египетская горлица, семиреченский фазан, чайки и др.).

## Природоохранный статус
В советский период «Роща Баума» наделена природоохранным статусом «особо ценного лесного массива» государственного лесного фонда. В соответствии с лесным законодательством СССР и союзных республик (Республика Казахстан), роща отнесена к лесам «первой группы защитности лесов». Для защиты и охраны рощи было создано лесничество и лесная охрана.

### Наделение статусом ООПТ Республиканского значения
В 1990-х годах, учеными, научным сообществом, в соответствии с естественно-научным, технико-экономическим обоснованием определена особая уникальность и значимость «Рощи Баума» как «объекта природно-заповедного фонда» и «государственного лесного фонда», который подлежит особой государственной охране и защите с целью сохранения естественного состояния с присвоением ему статуса и категории «Государственного памятника природы „Особо охраняемых природных территорий Республиканского значения“».
Государственный памятник природы «Рощи Баума» — особо охраняемая природная территория, включающая отдельные уникальные, невосполнимые, ценные в экологическом, научном, культурном и эстетическом отношении природные комплексы, а также объекты естественного и искусственного происхождения, отнесенные к объектам государственного природно-заповедного фонда.
В 1990 годах, некоторые казахстанские бизнесмены, пользуясь близостью к Президенту РК, решили завладеть всеми государственными землями в городе Алматы занятыми государственными парками, зоопарком, рощами, ботаническим садом, горной территорией Медеу и пр. Добровольно принудительно акимат передал бизнесменами в собственность земли Центрального парка им.Горького, 30 га неосвоенных под расширение земель зоопарка, парка 50-летия Октября (Family), парка КазГосЦирка (Fantasy). Однако, в итоге, аким города В.Храпунов воспротивился и отказался отдать бизнесменам земли Ботанического сада, земли гор Медеу и Рощи Баума, которую бизнесмены собрались вырубить по специально ими разработанному подложному проекту (ТЭО).
В 2000 году аким города Алматы Виктор Храпунов в целях защиты и охраны «Рощи Баума» в естественном состоянии и сохранности, предложил Правительству РК присвоить роще природоохранные статусы «Государственного памятника природы республиканского значения» и «Особо охраняемой природной территории республиканского значения».
В 2001 году «Постановлением Правительства Республики Казахстан от 27 июня 2001 года N 877 О государственных природных заказниках и государственных памятниках природы республиканского значения» Премьер-Министром Республики Казахстан Касым-Жомартом Токаевым, «Роще Баума» предан природоохранный статус «Государственного памятника природы республиканского значения» и статус «Особо охраняемой природной территорий Республиканского значения».
Однако, находясь под давлением бизнесменов с административным ресурсом, акимат города не производил юридическую регистрацию земельного участка рощи, необходимую для его передачи в ведение республиканскому природоохранному учреждению.
В 2005 году «Роща Баума» в статусе «Государственного памятника природы республиканского значения» внесена Постановлением Правительства в перечень категории «Особо охраняемых природных территорий Республиканского значения Республики Казахстан» (ООПТ РЗ).
С 2006 года «Роща Баума» в статусе «Государственного памятника природы республиканского значения» находилась в переиздаваемых перечнях «Особо охраняемых природных территорий Республиканского значения Республики Казахстан» (ООПТ РЗ) от 2006 года, от 2015 года и в перечне от 2017 года
.
В 2008 году, аким города Ахметжан Есимов не поддавшись на давление бизнесменов, наконец-то произвел юридическое оформление и передачу земельного участка рощи Баума в ведение республиканского природоохранного учреждения. Было издано Постановление Акимата города Алматы от 15. 08 2008 г. № 4/631-168 «О предоставлении права постоянного землепользования на земельный участок государственному республиканскому учреждению Иле-Алатаускому ГНПП в Турксибском районе» с категорией земли «Особо охраняемые природные территорий».
После обретения «Рощей Баума» статуса «Особо охраняемой природной территории Республики Казахстан» (ООПТ) и её передачи на баланс РГУ Иле-Алатауского национального парка в 2008 году, состояние и государственная охрана «Памятника природы Рощи Баума» значительно улучшилось, прекращены незаконные сплошные вырубки лесных насаждений, распродажа и застройка земельных участков, которую ранее проводил акимат города Алматы.

### Статус объекта государственного природно-заповедного фонда Республиканского значения
В соответствии с Законом Республики Казахстан «Об особо охраняемых природных территориях» «Памятник природы Роща Баума» входит перечень объектов государственного природно-заповедного фонда Республиканского значения согласно Постановлению Правительства Республики Казахстан от 28 сентября 2006 года N 932.

### Государственный лесной фонд
Со времен СССР «Роща Баума» отнесена к государственному лесному фонду Казахстана. В соответствии с утвержденным распределением государственного лесного фонда по категориям от 2015 года, «Роща Баума» как государственный памятник природы республиканского значения входит в категорию «Леса государственных национальных природных парков» «Иле-Алатауского государственного национального природного парка»

### Исключение статуса ООПТ Республиканского значения
В декабре 2018 года, Постановлением Премьер-Министра РК Бахытжана Сагинтаева от 24 декабря 2018 года № 865, Государственный памятник природы «Роща Баума» был исключен из перечня «Особо охраняемых природных территорий республиканского значения», в результате чего роща лишилась защитного и охранного статуса. Ликвидировано «Лесничество государственный памятник природы „Роща Баума“» РГУ Иле-Алатауский национальный природный парк.
Исключению «Рощи Баума» из «Особо охраняемых природных территорий республиканского значения», предшествовало требование алматинского акима Б.Байбека, который в 2017 году попросил Нурсултана Назарбаева исключить рощу из ООПТ Республиканского значения и передать в коммунальную собственность акимата г. Алма-Аты. Однако в соответствии с законом «Об Особо охраняемых природных территориях РК» (статья 14 пункт 6) перевод особо охраняемых природных территорий из категории «республиканского значения» в категорию «местного значения» был запрещен (недопустим).
Нурсултан Назарбаев в 2017 году в целях исключения «Рощи Баума» из категории «ООПТ Республиканского значения» внёс поправки в «Закон об ООПТ», дополнив пункт 6 статьи 14 словами — «, за исключением государственных памятников природы, расположенных в границах городов республиканского значения».
В феврале 2018 года, решением акима Байбека, постановлением от 20 февраля 2018 года № 1/58 принято единоличное решение об изъятии «Рощи Баума» в коммунальную собственность из республиканской.
В январе 2023 года Касым-Жомартом Токаевым были исключены поправки (слова), внесенные в 2017 году Нурсултаном Назарбаевым в «Закон об ООПТ», позволявшие исключать государственные памятники природы из категории ООПТ республиканского значения (пункт 6 статьи 14).

### Угроза утраты рощи Баума до 2008 года
После распада СССР, реорганизации государственного управления, ликвидации «Министерства лесного хозяйства Казахской ССР», с 1990-х годов «Роща Баума» находилась в коммунальном ведении городской администрации акимата Алма-Аты, которая фактически не осуществляла её охрану, защиту и содержание. С попустительства и разрешения акимата в период с 1990—2007 гг. незаконно проводились сплошные вырубки зелёных насаждений и отчуждались земельные участки. Крупные бизнесмены претендовали на владение землей рощи. Существовала опасность полной утраты уникального природного комплекса памятника природы «Рощи Баума».

## Управление
До 2008 года «Роща Баума» фактически находилась в коммунальной собственности акимата, ввиду того, что акимат города Алма-Ата несмотря на постановление Правительства РК, долгое время отказывался передавать «Рощу Баума» в Республиканскую собственность. С назначением в руководство города акима Ахметжана Есимова, роща была официально передана в республиканскую собственность и охрану.
С 2008 года по 24 декабря 2018 года согласно распоряжению Правительства Казахстана «Роща Баума» находилась в Республиканской собственности и ведении «Комитета лесного и охотничьего хозяйства Министерства сельского хозяйства Республики Казахстан». Для государственной защиты и охраны памятника природы и лесного фонда, Роща Баума была закреплена за природоохранным учреждением «РГУ Иле-Алатауский национальный природный парк». 29.10.2008 года официально зарегистрирован земельный участок территории рощи с кадастровым номером 20-317-088-197 категории земель особо охраняемых природных территорий. Кроме того, создано «Лесничество государственный памятник природы „Роща Баума“».
В феврале 2018 года, решением акима Байбека, постановлением от 20 февраля 2018 года № 1/58 принято единоличное решение об изъятии «Рощи Баума» в коммунальную собственность из республиканской.
С 2019 года «Роща Баума» снова находится в коммунальной собственности и управлении акимата, на балансе подконтрольного «ГРПП Медеу» — известного фактами многочисленных нарушений, выделения и продажи природоохранных земель под застройку в ущельях Медеу и Бутаковка...

## Галерея

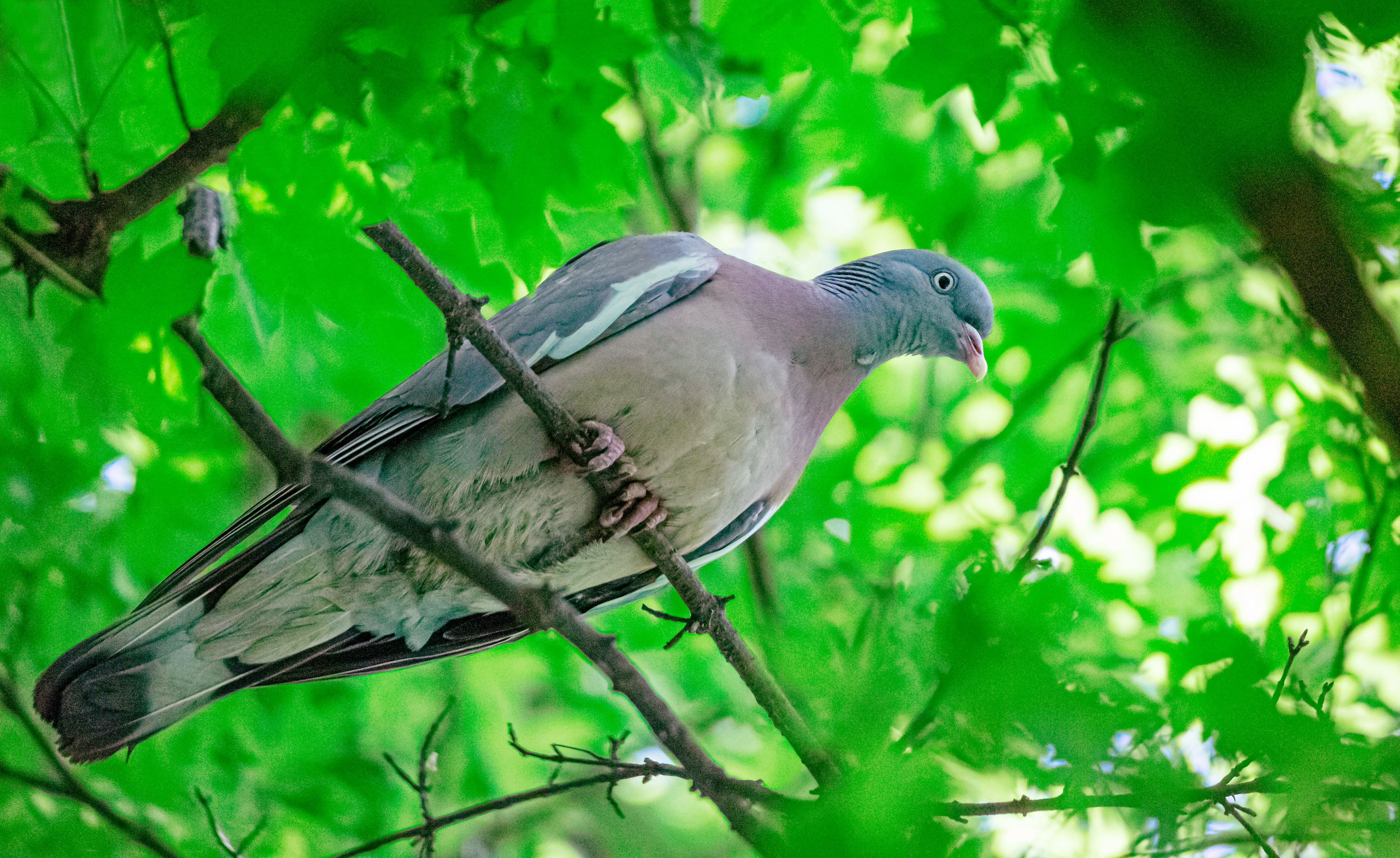
Вяхирь на дереве в роще Баума
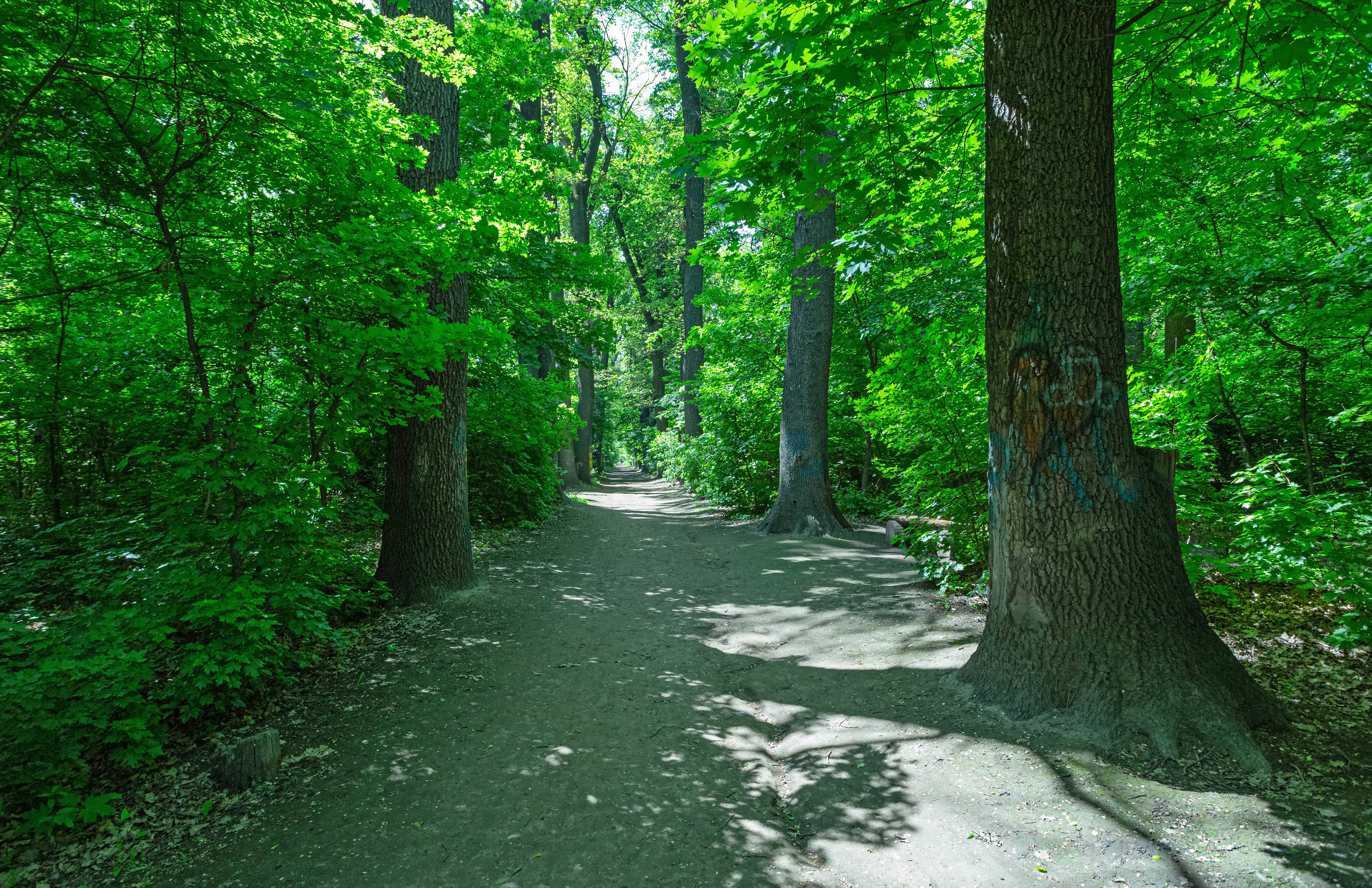
в роще Баума
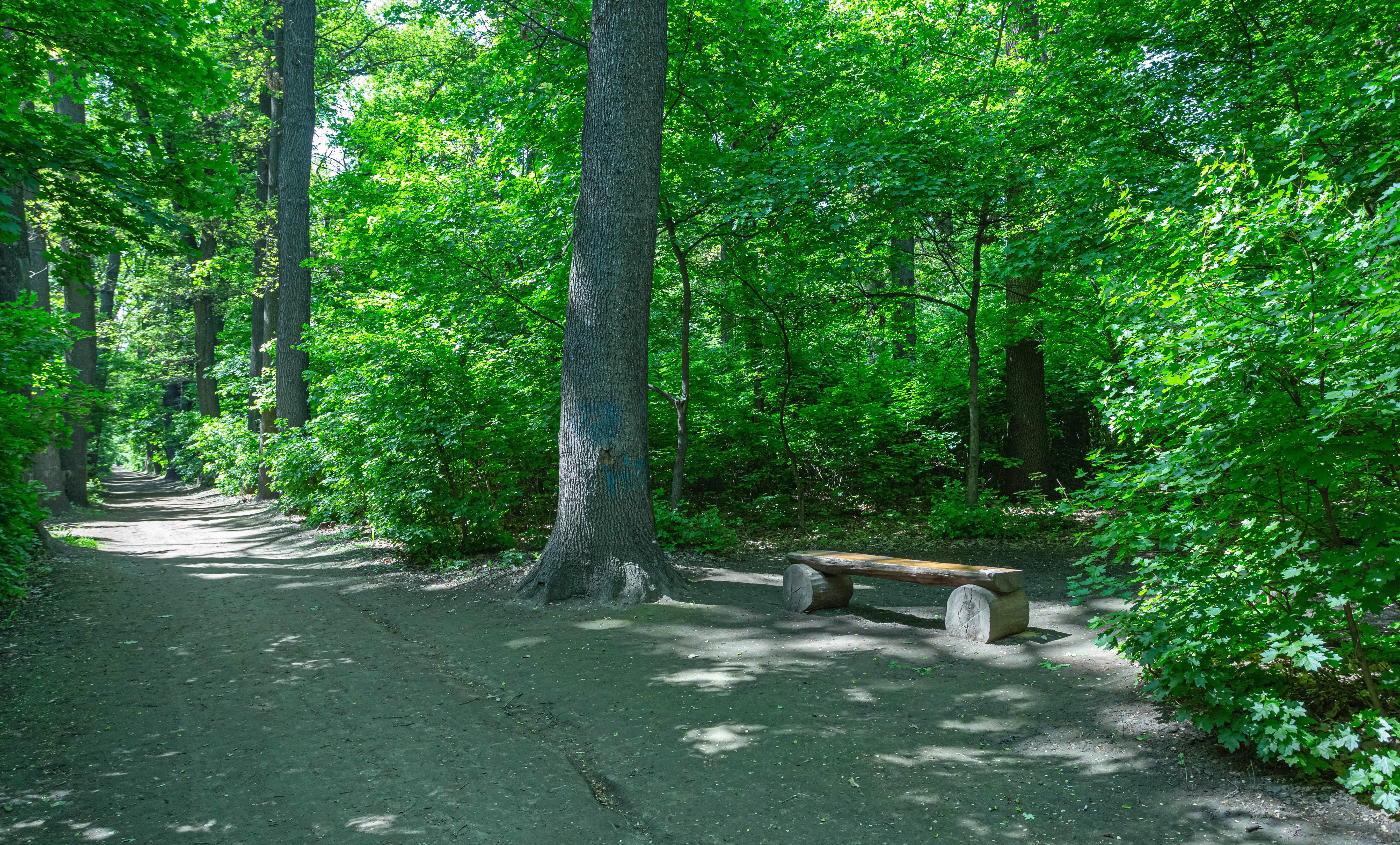
в роще Баума
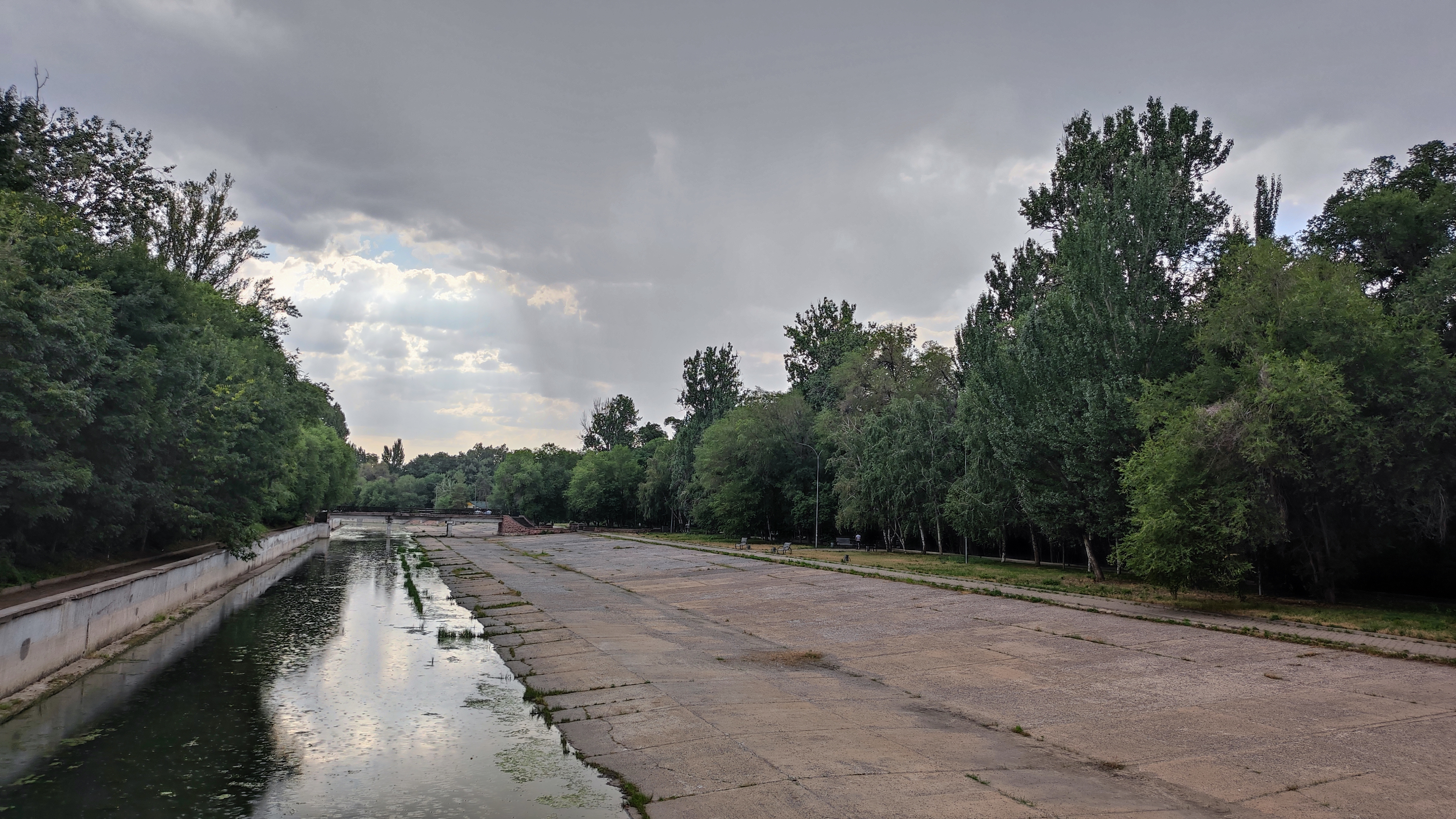
Вид на Большой Алматинский канал с моста в роще